# Lijst van voetbalinterlands Mexico - Peru
Deze lijst van voetbalinterlands is een overzicht van alle officiële voetbalwedstrijden tussen de nationale teams van Mexico en Peru. De landen speelden tot op heden 29 keer tegen elkaar. De eerste ontmoeting, een vriendschappelijke wedstrijd, werd gespeeld in Santiago (Chili) op 20 april 1952. Het laatste duel, eveneens een vriendschappelijke wedstrijd, vond plaats op 25 september 2022 in Pasadena (Verenigde Staten).

## Wedstrijden
| №  | Plaats          | Datum             | Competitie        | Wedstrijd     | Uitslag |
| -- | --------------- | ----------------- | ----------------- | ------------- | ------- |
| 1  | Santiago        | 20 april 1952     | Vriendschappelijk | Mexico – Peru | 0 – 3   |
| 2  | Mexico-Stad     | 4 maart 1956      | Vriendschappelijk | Mexico – Peru | 0 – 2   |
| 3  | Lima            | 20 oktober 1968   | Vriendschappelijk | Peru – Mexico | 3 – 3   |
| 4  | Mexico-Stad     | 20 mei 1969       | Vriendschappelijk | Mexico – Peru | 0 – 1   |
| 5  | León            | 22 mei 1969       | Vriendschappelijk | Mexico – Peru | 3 – 0   |
| 6  | Lima            | 5 maart 1970      | Vriendschappelijk | Peru – Mexico | 0 – 1   |
| 7  | Lima            | 8 maart 1970      | Vriendschappelijk | Peru – Mexico | 1 – 0   |
| 8  | Mexico-Stad     | 15 maart 1970     | Vriendschappelijk | Mexico – Peru | 3 – 1   |
| 9  | León            | 18 maart 1970     | Vriendschappelijk | Mexico – Peru | 3 – 3   |
| 10 | Mexico-Stad     | 5 april 1972      | Vriendschappelijk | Mexico – Peru | 2 – 1   |
| 11 | Lima            | 9 augustus 1972   | Vriendschappelijk | Peru – Mexico | 3 – 2   |
| 12 | Mexico-Stad     | 17 mei 1977       | Vriendschappelijk | Mexico – Peru | 1 – 1   |
| 13 | Monterrey       | 24 mei 1977       | Vriendschappelijk | Mexico – Peru | 2 – 1   |
| 14 | Los Angeles     | 11 april 1978     | Vriendschappelijk | Mexico – Peru | 0 – 1   |
| 15 | Monterrey       | 1 november 1979   | Vriendschappelijk | Mexico – Peru | 1 – 0   |
| 16 | Los Angeles     | 20 september 1985 | Vriendschappelijk | Mexico – Peru | 0 – 0   |
| 17 | San Jose        | 22 september 1985 | Vriendschappelijk | Mexico – Peru | 1 – 0   |
| 18 | Quito           | 27 juni 1993      | Copa América 1993 | Peru – Mexico | 2 – 4   |
| 19 | Pasadena        | 22 januari 1997   | Vriendschappelijk | Mexico – Peru | 0 – 0   |
| 20 | Oruro           | 28 juni 1997      | Copa América 1997 | Mexico – Peru | 1 – 0   |
| 21 | Los Angeles     | 15 april 1998     | Vriendschappelijk | Peru – Mexico | 0 – 1   |
| 22 | Asunción        | 10 juli 1999      | Copa América 1999 | Mexico – Peru | 3 – 3   |
| 23 | Cali            | 18 juli 2001      | Copa América 2001 | Peru – Mexico | 1 – 0   |
| 24 | East Rutherford | 20 augustus 2003  | Vriendschappelijk | Mexico – Peru | 1 – 3   |
| 25 | Chicago         | 8 juni 2008       | Vriendschappelijk | Mexico – Peru | 4 – 0   |
| 26 | Mendoza         | 8 juli 2011       | Copa América 2011 | Peru – Mexico | 1 – 0   |
| 27 | San Francisco   | 17 april 2013     | Vriendschappelijk | Peru – Mexico | 0 – 0   |
| 28 | Lima            | 3 juni 2015       | Vriendschappelijk | Peru − Mexico | 1 − 1   |
| 29 | Pasadena        | 25 september 2022 | Vriendschappelijk | Mexico − Peru | 1 − 0   |

## Samenvatting
| Competitie        | Totaal gespeeld | Winst Mexico | Gelijk | Winst Peru | Doelsaldo Mexico – Peru |
| ----------------- | --------------- | ------------ | ------ | ---------- | ----------------------- |
| Copa América      | 5               | 2            | 1      | 2          | 8 − 6                   |
| Vriendschappelijk | 24              | 10           | 7      | 7          | 30 − 26                 |
| Totaal            | 29              | 12           | 8      | 9          | 38 − 32                 |

## Details

### Vijftiende ontmoeting
| Vriendschappelijk (Monterrey, Mexico, 1 november 1979): |       |      |
| Mexico                                                  | 1 – 0 | Peru |
| Mario Medina 26'                                        | goals |      |

### 22ste ontmoeting
| Copa América 1999 (Asunción, Paraguay, 10 juli 1999):            |                     |                                                         |
| Mexico                                                           | 3 – 3               | Peru                                                    |
| Luis Hernández 28' Luis Hernández 33' (pen.) Gerardo Torrado 87' | goals               | 6' Roberto Palacios 15' José Pereda 40' Nolberto Solano |
| Claudio Suárez Isaac Terrazas Rafael García Miguel Zepeda        | strafschoppen 4 – 2 | Nolberto Solano Jorge Soto José Soto Juan Reynoso       |

### 23ste ontmoeting
| Copa América 2001 (Cali, Colombia, 18 juli 2001): |       |        |
| Peru                                              | 1 – 0 | Mexico |
| Roberto Holsen 48'                                | goals |        |

### 24ste ontmoeting
| Vriendschappelijk (East Rutherford, Verenigde Staten, 20 augustus 2003): |       |                                                           |
| Mexico                                                                   | 1 – 3 | Peru                                                      |
| Mariano Trujillo 54'                                                     | goals | 1' Claudio Pizarro 31' Carlos Zegarra 33' Nolberto Solano |

FMF · A-internationals · Selecties · Bondscoaches · Statistieken · Mexicaans vrouwenelftal · Olympisch elftal · Mexico U21 · Mexico U20 · Mexico U19 · Mexico U18 · Mexico U17
1920 – 1949 ·
1950 – 1969 ·
1970 – 1979 ·
1980 – 1989 ·
1990 – 1999 ·
2000 – 2009 ·
2010 – 2019 ·
2020 – 2029
Copa América 1993 ·
Copa América 1995 ·
Copa América 1997 ·
Copa América 1999 ·
Copa América 2001 ·
Copa América 2004 ·
Copa América 2007 ·
Copa América 2011 ·
Copa América 2015 · 
Copa América 2016
WK 1930 ·
WK 1950 ·
WK 1954 ·
WK 1958 ·
WK 1962 ·
WK 1966 ·
WK 1970 ·
WK 1978 ·
WK 1986 ·
WK 1994 ·
WK 1998 ·
WK 2002 ·
WK 2006 ·
WK 2010 ·
WK 2014 · 
WK 2018
OS 1928 ·
OS 1948 ·
OS 1964 ·
OS 1968 ·
OS 1972 ·
OS 1976 ·
OS 1992 ·
OS 1996 ·
OS 2004 ·
OS 2012 ·
OS 2016 ·
OS 2020
1923 ·
1924–1927 ·
1928 ·
1929 ·
1930 ·
1931–1933 ·
1934 ·
1935 ·
1936 ·
1937 ·
1938 ·
1939–1946 ·
1947 ·
1948 ·
1949 ·
1950 ·
1951 ·
1952 ·
1953 ·
1954 ·
1955 ·
1956 ·
1957 ·
1958 ·
1959 ·
1960 ·
1961 ·
1962 ·
1963 ·
1964 ·
1965 ·
1966 ·
1967 ·
1968 ·
1969 ·
1970 · 
1971 · 
1972 · 
1973 · 
1974 · 
1975 · 
1976 · 
1977 · 
1978 · 
1979 · 
1980 · 
1981 · 
1982 · 
1983 · 
1984 · 
1985 · 
1986 · 
1987 · 
1988 · 
1989 · 
1990 · 
1991 · 
1992 · 
1993 · 
1994 · 
1995 · 
1996 · 
1997 · 
1998 · 
1999 · 
2000 · 
2001 · 
2002 · 
2003 · 
2004 · 
2005 · 
2006 · 
2007 · 
2008 · 
2009 · 
2010 · 
2011 · 
2012 · 
2013 · 
2014 · 
2015 · 
2016 ·
2017 ·
2018 ·
2019 ·
2020 ·
2021 ·
2022 ·
2023
Albanië ·
Algerije ·
Angola ·
Argentinië ·
Australië ·
België ·
Belize ·
Bermuda ·
Bolivia ·
Bosnië en Herzegovina ·
Brazilië ·
Bulgarije ·
Canada ·
Chili ·
China ·
Colombia ·
Congo-Kinshasa ·
Costa Rica ·
Cuba ·
Curaçao ·
DDR ·
Denemarken ·
Dominica ·
Duitsland ·
Ecuador ·
Egypte ·
El Salvador ·
Engeland ·
Estland ·
Fiji ·
Finland ·
Frankrijk ·
Gambia ·
Ghana ·
Griekenland ·
Guatemala ·
Guyana ·
Haïti ·
Honduras ·
Hongarije ·
Ierland ·
IJsland ·
Irak ·
Iran ·
Israël ·
Italië ·
Ivoorkust ·
Jamaica ·
Japan ·
Joegoslavië ·
Kameroen ·
Kroatië ·
Liberia ·
Luxemburg ·
Marokko ·
Martinique ·
Nederland ·
Nederlandse Antillen ·
Nicaragua ·
Nieuw-Zeeland ·
Nigeria ·
Noord-Ierland ·
Noord-Korea ·
Noorwegen ·
Oekraïne ·
Oezbekistan ·
Panama ·
Paraguay ·
Peru ·
Polen ·
Portugal ·
Qatar ·
Roemenië ·
Rusland ·
Saint Kitts en Nevis ·
Saint Vincent en de Grenadines ·
Saoedi-Arabië ·
Schotland ·
Senegal ·
Servië ·
Slovenië ·
Slowakije ·
Sovjet-Unie ·
Spanje ·
Suriname ·
Trinidad en Tobago ·
Tsjechië ·
Tsjecho-Slowakije ·
Tunesië ·
Uruguay ·
Venezuela ·
Verenigde Staten ·
Wales ·
Wit-Rusland ·
Zuid-Afrika ·
Zuid-Korea ·
Zweden ·
Zwitserland
Angola (2006) ·
Argentinië (2006) ·
Brazilië (1999) ·
Brazilië (2014) ·
Brazilië (2018) ·
Duitsland (2018) ·
Frankrijk (2010) ·
Iran (2006) ·
Kameroen (2014) ·
Kroatië (2014) ·
Nederland (2014) ·
Portugal (2006) ·
Uruguay (2010) ·
Zuid-Afrika (2010) ·
Zuid-Korea (2018) ·
Zweden (2018)
FPF · A-internationals · Selecties · Bondscoaches · Statistieken · Peruviaans vrouwenelftal · Olympisch elftal · Peru U21 · Peru U20 · Peru U19 · Peru U18 · Peru U17
1920 – 1929 ·
1930 – 1939 ·
1940 – 1949 ·
1950 – 1959 ·
1960 – 1969 ·
1970 – 1979 ·
1980 – 1989 ·
1990 – 1999 ·
2000 – 2009 ·
2010 – 2019 ·
2020 – 2029
WK 1930 · 
WK 1970 · 
WK 1978 · 
WK 1982 · 
WK 2018
OS 1936 · 
OS 1960
1927 · 
1928 · 
1929 · 
1930 · 
1931 · 1932 · 1933 · 1934 · 
1935 · 
1936 · 
1937 · 
1938 · 
1939 · 
1940 · 
1941 · 
1942 · 
1943 · 1944 · 1945 · 1946 · 
1947 · 
1948 · 
1949 · 
1950 · 1951 · 
1952 · 
1953 · 
1954 · 
1955 · 
1956 · 
1957 · 
1958 · 
1959 · 
1960 · 
1961 · 
1962 · 
1963 · 
1964 · 
1965 · 
1966 · 
1967 · 
1968 · 
1969 · 
1970 · 
1971 · 
1972 · 
1973 · 
1974 · 
1975 · 
1976 · 
1977 · 
1978 · 
1979 · 
1980 · 
1981 · 
1982 · 
1983 · 
1984 · 
1985 · 
1986 · 
1987 · 
1988 · 
1989 · 
1990 · 
1991 · 
1992 · 
1993 · 
1994 · 
1995 · 
1996 · 
1997 · 
1998 · 
1999 · 
2000 · 
2001 · 
2002 · 
2003 · 
2004 · 
2005 · 
2006 · 
2007 · 
2008 · 
2009 · 
2010 · 
2012 · 
2012 · 
2013 · 
2014 · 
2015 · 
2016 · 
2017 · 
2018 · 
2019 · 
2020 · 
2021 ·
2022 ·
2023 ·
2024
Algerije ·
Argentinië ·
Armenië ·
Australië ·
België ·
Bolivia ·
Brazilië ·
Bulgarije ·
Canada ·
Chili ·
China ·
Colombia ·
Costa Rica ·
Denemarken ·
Dominicaanse Republiek ·
Duitsland ·
Ecuador ·
El Salvador ·
Engeland ·
Finland ·
Frankrijk ·
Guatemala ·
Haïti ·
Honduras ·
Hongarije ·
IJsland · 
India ·
Irak ·
Iran ·
Italië ·
Jamaica ·
Japan ·
Joegoslavië ·
Kameroen ·
Kroatië ·
Marokko ·
Mexico ·
Nederland ·
Nicaragua ·
Nieuw-Zeeland ·
Nigeria ·
Oostenrijk ·
Panama ·
Paraguay ·
Polen ·
Qatar ·
Roemenië ·
Saoedi-Arabië ·
Schotland ·
Slowakije ·
Sovjet-Unie ·
Spanje ·
Trinidad en Tobago ·
Tsjechië ·
Tunesië ·
Uruguay ·
Venezuela ·
Verenigde Arabische Emiraten ·
Verenigde Staten ·
Wit-Rusland ·
Zuid-Korea ·
Zweden ·
Zwitserland
Australië (2018) ·
Denemarken (2018) ·
Frankrijk (2018) ·
Italië (1982) · 
Kameroen (1982) · 
Polen (1982)